# Chinese berk
De Chinese berk (Betula albosinensis) is een plant uit de berkenfamilie (Betulaceae). De plant is afkomstig uit West-China. De soort wordt 9–10 m hoog. De schors is oranje-rood en afschilferend. De takken zijn afhangend. De bladeren zijn eirond, 4–7 cm lang, toegespitst, ongelijk en dubbel gezaagd met tien tot veertien nervenparen.
Variëteit:
- Betula albosinensis var. albosinensis

Cultivars:
- Betula albosinensis 'Bowling Green'
- Betula albosinensis 'Chinese Garden'
- Betula albosinensis 'Fascination'
- Betula albosinensis 'Kenneth Ashburner'
- Betula albosinensis 'Ness'

... · 
B. albosinensis (Chinese berk) · 
B. ermanii (Goudberk) · 
B. fruticosa  · 
B. humilis  · 
B. lenta (Suikerberk) · 
B. maximowicziana (Grootbladige berk) · 
B. medwediewii (Transkaukasische berk) · 
B. nana (Dwergberk) · 
B. nigra (Rode berk) ·  
B. papyrifera (Papierberk) · 
B. paraermanii · 
B. pendula (Ruwe berk) · 
B. platyphylla (Aziatische berk) · 
B. populifolia (Grijze berk) · 
B. pubescens (Zachte berk) · 
B. utilis (Witte Himalayaberk) · 
...